# Gangue de Ohio

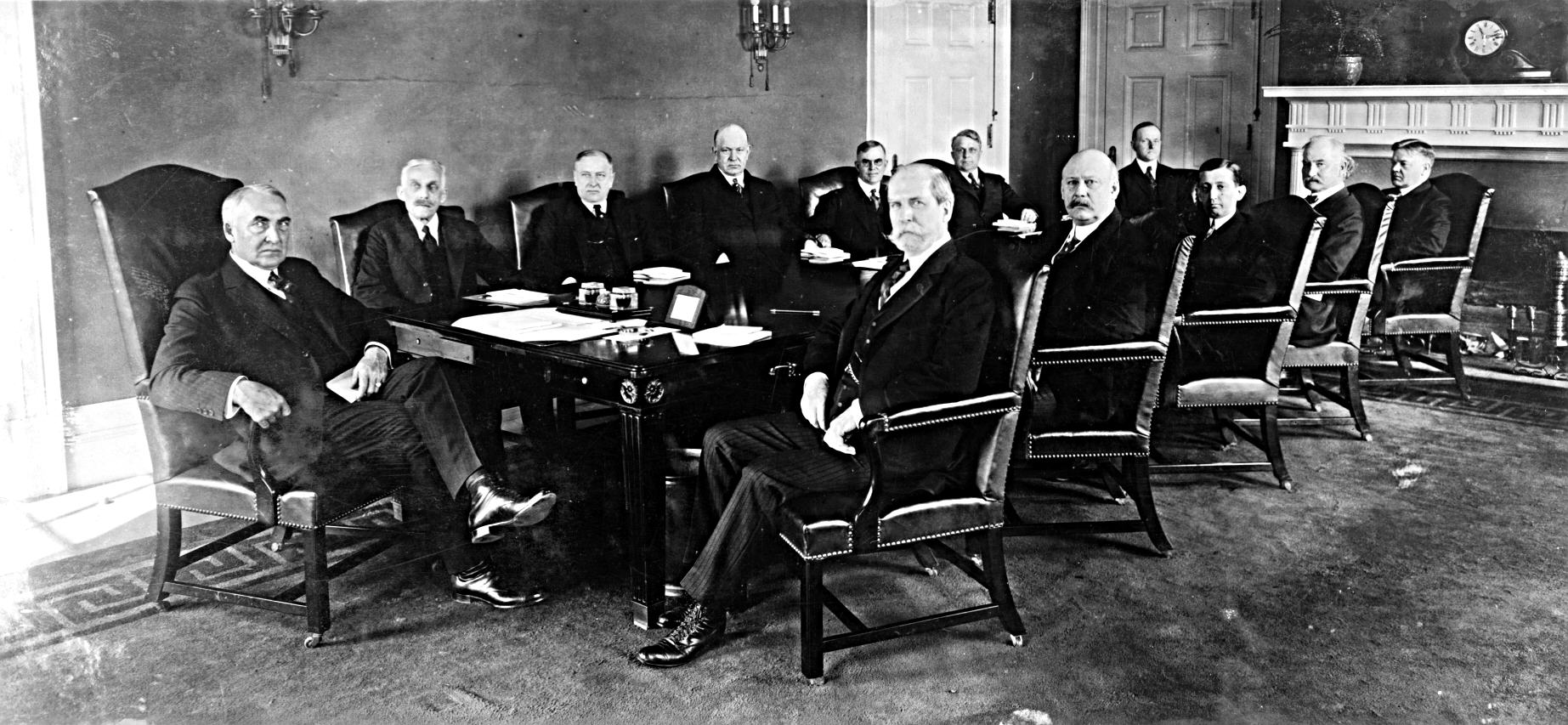
O gabinete de Warren G. Harding em 1921.

A Gangue de Ohio foi um grupo de políticos e líderes industriais próximos a Warren G. Harding, o 29º Presidente dos Estados Unidos. Muitos desses indivíduos entraram na órbita pessoal de Harding durante seus mandatos eletivos exercidos em Ohio, o que originou esta nomenclatura.
Durante o governo Harding, vários membros da Gangue de Ohio se envolveram em escândalos financeiros, incluindo o escândalo de Teapot Dome e aparentes malfeitorias no Departamento de Justiça. Muitos desses políticos acabaram sendo condenados à prisão ou suicidaram-se. Após a morte repentina Harding em 1923, ocasionada por um ataque cardíaco, muitos membros da Gangue de Ohio foram efetivamente removidos dos corredores de poder pelo vice-presidente e sucessor de Harding, Calvin Coolidge.